# Präfektur Agadir-Ida ou Tanane

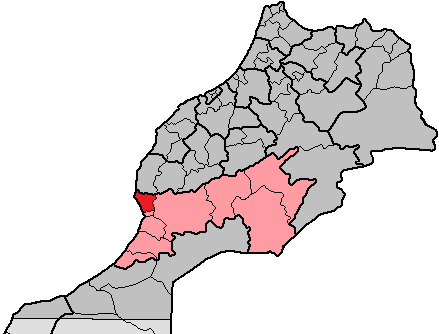
Präfektur Agadir-Ida ou Tanane in der ehemaligen Region Souss-Massa-Draâ

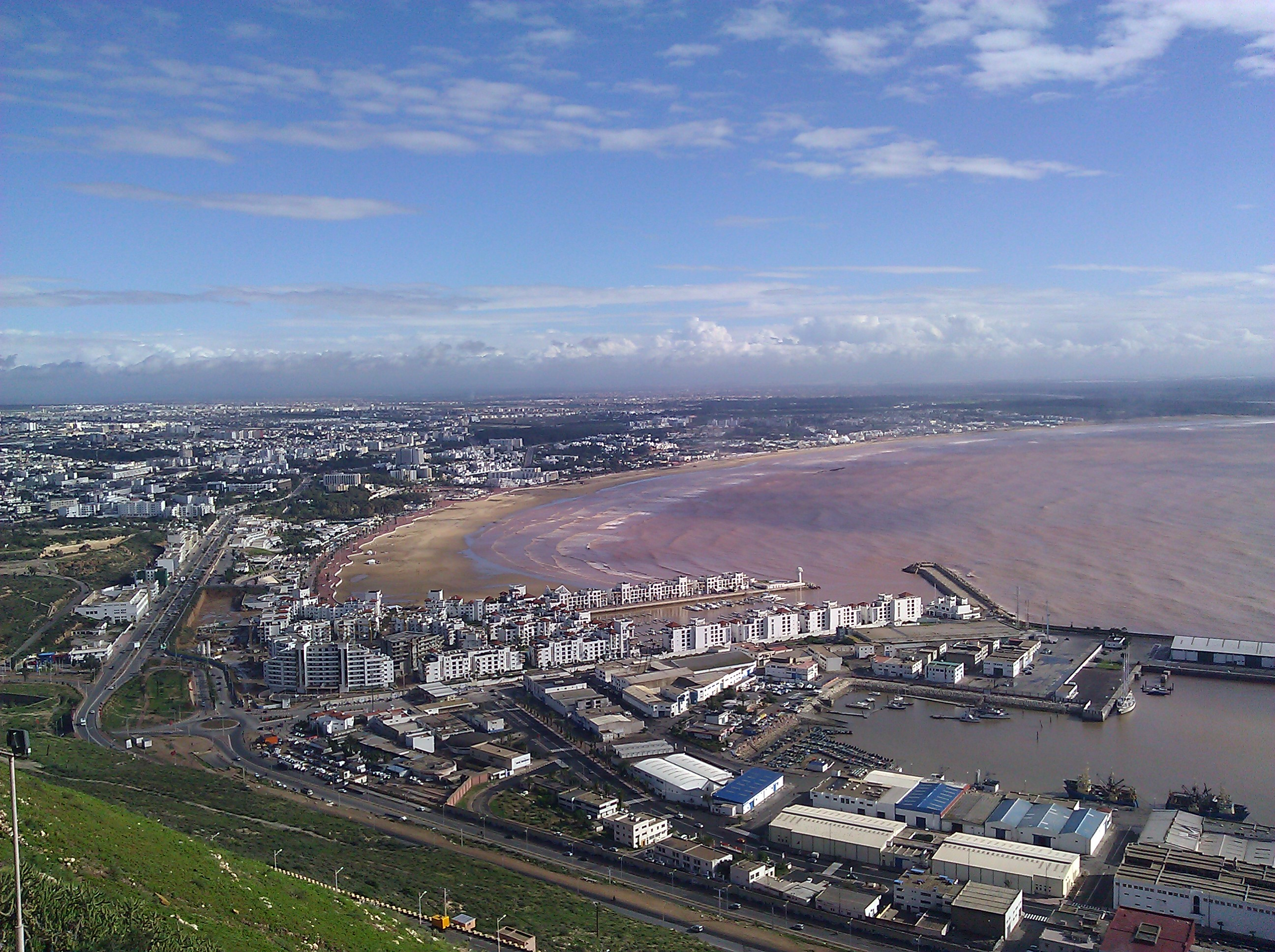
Agadir – Hafen, Bucht und Ort

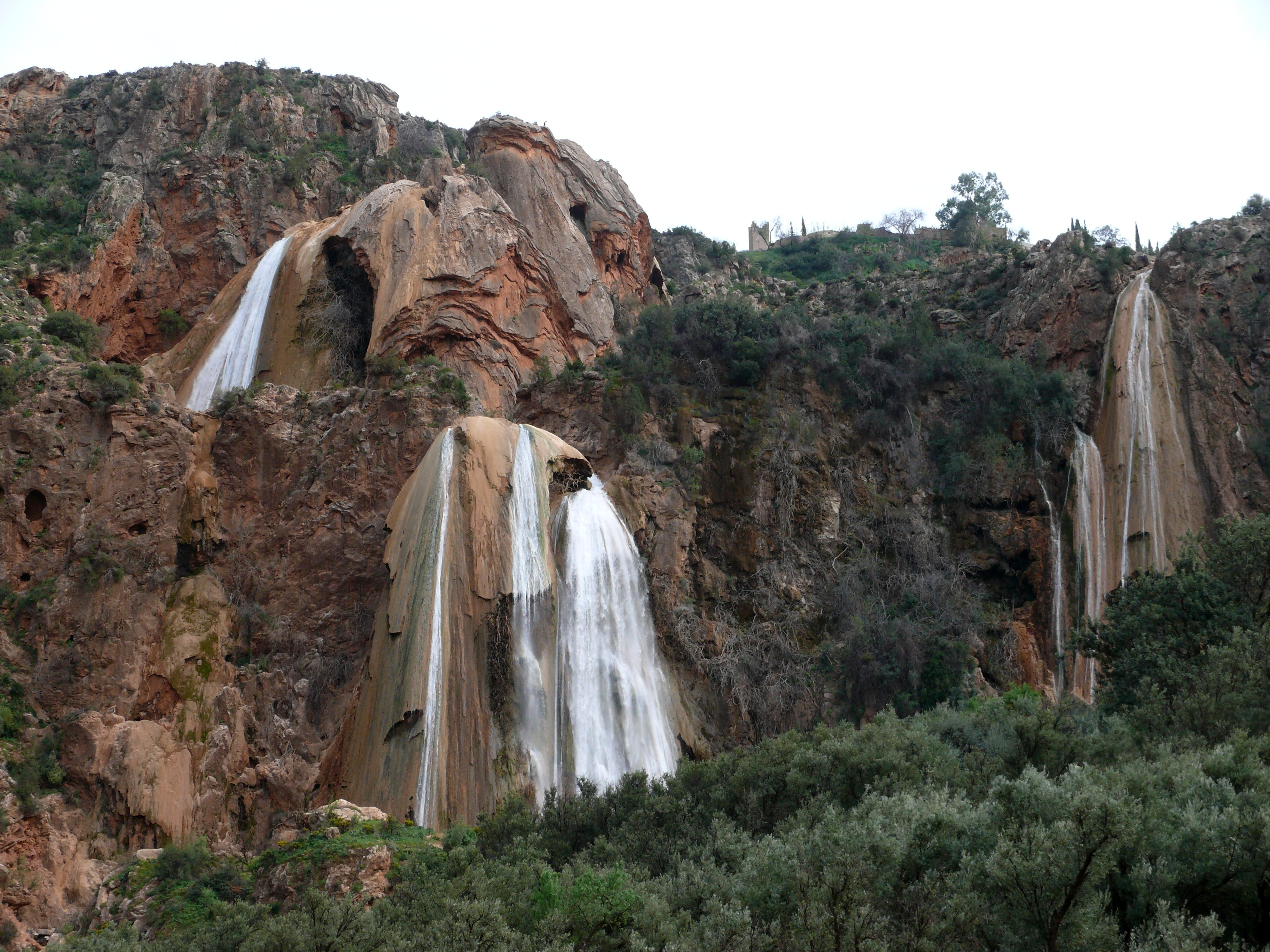
Wasserfälle bei Imouzzer

Agadir-Ida ou Tanane (arabisch عمالة أكادير إدا وتنان) ist eine im Jahr 1994 geschaffene provinzunanhängige Präfektur Marokkos. Sie gehört seit 2015 zur Region Souss-Massa (davor zu Souss-Massa-Draâ) und liegt im Südwesten des Landes in Höhen zwischen 0 und ca. 1200 m. Die Präfektur umfasst die Stadt Agadir und einen Teil ihrer Umgebung und hat gut 600.000 Einwohner (2014) bei einer Fläche von ca. 2400 km².

## Geographie
Die Präfektur liegt im Übergangsbereich der westlichen Ausläufer des Hohen Atlas hin zu den Küsten des Atlantischen Ozeans.

## Bevölkerung
Ein Großteil des rapiden Bevölkerungswachstums in den letzten Jahrzehnten ist auf die Zuwanderung von Berbern aus den Bergregionen des Hohen Atlas und des Anti-Atlas zurückzuführen, die im oder in der Nähe des Touristenzentrums Agadir Arbeit zu finden hoffen.

## Tourismus
Die ehemaligen Fischerorte Agadir und Taghazout haben sich zu Touristenzentren entwickelt, wobei in Agadir der Bade- und in Taghazout der Surftourismus dominieren. Imouzzer ist ein beliebter Bergort für Tagesausflügler.

## Orte
Die mit (M) gekennzeichneten Orte sind als Städte (municipalités) eingestuft, die übrigen gelten als Landgemeinden (communes rurales) und bestehen jeweils aus mehreren Dörfern – im Fall von Drarga und Aourir mit Kleinstädten als Zentrum.
| Gemeinde   | Einwohner | Einwohner | Einwohner |
| Gemeinde   | 1994      | 2004      | 2014      |
| ---------- | --------- | --------- | --------- |
| Agadir (M) | 254.865   | 346.106   | 421.844   |
| Amskroud   | 9.482     | 10.020    | 9.351     |
| Aourir     | 16.578    | 27.483    | 36.948    |
| Aqesri     | 5.092     | 4.873     | 4.128     |
| Aziar      | 3.922     | 3.803     | 2.948     |
| Drarga     | 20.576    | 37.115    | 70.793    |
| Idmine     | 4.157     | 4.279     | 3.179     |
| Imouzzer   | 6.370     | 6.351     | 5.402     |
| Imsouane   | 8.645     | 9.353     | 8.866     |
| Tadrart    | 5.739     | 5.703     | 4.530     |
| Taghazout  | 5.257     | 5.348     | 5.260     |
| Tamri      | 16.063    | 17.442    | 18.577    |
| Tiqqi      | 9.447     | 10.078    | 8.773     |
| Summen     | 366.193   | 487.954   | 600.599   |